# Theodor Vilhelm Rumohr
Theodor Vilhelm Kjerstrup Rumohr (2. august 1807 i København - 15. oktober 1884 sammesteds) var en dansk romanforfatter.
Efter at have taget juridisk embedseksamen virkede Rumohr først en tid som journalist og derefter i forskellige kontorstillinger; 1853 blev han herredsfoged i Haderslev, men måtte 1864 forlade sit embede og begav sig til København, hvor han kom til at indtage en plads som opvartende kavaler og rådgiver hos grevinde Danner, hvem han ledsagede på hendes rejse til Palæstina.
Sin forfattervirksomhed begyndte Rumohr 1830 med et episk digt Selvmorderen eller Vandring gennem Maanen og Jorden i det 33. Aarhundrede; 1833 fulgte dramaet Regner Lodbrog og hans Sønner, senere flere digtsamlinger og noveller. Det var dog først, da han 1842 under mærket P. P., som han beholdt til sine senere arbejder, udgav romanen Peter Tordenskjold, at han vandt det store publikum for sig.
Bogen oplevede adskillige oplag og er endnu meget søgt i skole- og lejebiblioteker. Den næste søroman, Niels Juel og hans Samtid (1846), gjorde noget mindre lykke, men foreligger dog i flere oplag; 1850 kom Grevens Fejde, 1863 Historiske Billeder fra Christian den Fjerdes Tid.